# Лопу Фортунату Ферейра ду Нашсименту
Лопу Фортунату Ферейра ду Нашсименту (на португалски: Lopo Fortunato Ferreira do Nascimento) e анголски политик и първи министър-председател на Ангола. На този пост е от обявяването на независимостта на страната от Португалия през 1975 до 1978 година. През 1997 година заема длъжността генерален секретар на Народно движение за освобождение на Ангола - Партия на труда.
| Герб на Ангола | Министър-председатели на Ангола |
| Герб на Ангола | Лопу Фортунату Ферейра ду Нашсименту \| Фернанду Жузе ди Франса Диаш Ван-Дунем \| Маркулино Моку \| Фернанду Жозе де Франса Диаш Ван-Дунем \| Фернанду да Пиедаде Диаш душ Сантуш \| Пауло Касома |